# AEGON Classic 2013
AEGON Classic 2013 byl tenisový turnaj pořádaný jako součást ženského okruhu WTA Tour, který se hrál na otevřených travnatých dvorcích v Edgbaston Priory Clubu. Koná se mezi 9. až 16. červnem 2013 ve anglickém Birminghamu jako 32. ročník turnaje.
Turnaj s rozpočtem 235 000 dolarů patřil do kategorie WTA International Tournaments. Nejvýše nasazenou hráčkou ve dvouhře se stala dvacátá první hráčka žebříčku Kirsten Flipkensová z Belgie.

## Ženská dvouhra

### Nasazení
| Stát               | Hráčka                 | WTA1) | Nasazení |
| ------------------ | ---------------------- | ----- | -------- |
| Belgie             | Kirsten Flipkensová    | 21    | 1        |
| Rusko              | Jekatěrina Makarovová  | 22    | 2        |
| Rumunsko           | Sorana Cîrsteaová      | 30    | 3        |
| Rakousko           | Tamira Paszeková       | 33    | 4        |
| Německo            | Sabine Lisická         | 34    | 5        |
| Německo            | Mona Barthelová        | 35    | 6        |
| Spojené království | Laura Robsonová        | 37    | 7        |
| Polsko             | Urszula Radwańská      | 40    | 8        |
| Belgie             | Yanina Wickmayerová    | 41    | 9        |
| Tchaj-wan          | Sie Šu-wej             | 42    | 10       |
| Japonsko           | Ajumi Moritová         | 44    | 11       |
| Francie            | Kristina Mladenovicová | 46    | 12       |
| Srbsko             | Bojana Jovanovská      | 47    | 13       |
| Spojené království | Heather Watsonová      | 48    | 14       |
| Itálie             | Francesca Schiavoneová | 50    | 15       |
| Slovensko          | Magdaléna Rybáriková   | 52    | 16       |

- 1) Žebříček WTA k 27. květnu 2013.

### Jiné formy účasti
Následující hráčky obdržely divokou kartu do hlavní soutěže:
- Anne Keothavongová
- Johanna Kontaová
- Tara Mooreová

Následující hráčky postoupily z kvalifikace:
- Casey Dellacquová
- Nadija Kičenoková
- Alla Kudrjavcevová
- Kurumi Naraová
- Alison Riskeová
- Maria Sanchezová
- Ajla Tomljanovićová
- Alison Van Uytvancková

### Odhlášení
před zahájením turnaje
- Marion Bartoliová
- Mallory Burdetteová
- Garbiñe Muguruzaová
- Roberta Vinciová

## Ženská čtyřhra

### Nasazení
| Stát          | Hráčka                  | Stát          | Hráčka            | WTA1) | Nasazení |
| ------------- | ----------------------- | ------------- | ----------------- | ----- | -------- |
| Spojené státy | Raquel Kopsová-Jonesová | Spojené státy | Abigail Spearsová | 29.   | 1.       |
| Tchaj-wan     | Čan Chao-čching         | Spojené státy | Liezel Huberová   | 52.   | 2.       |
| Austrálie     | Ashleigh Bartyová       | Austrálie     | Casey Dellacquová | 66.   | 3.       |
| Slovensko     | Daniela Hantuchová      | Tchaj-wan     | Sie Šu-wej        | 67.   | 4.       |

- 1) Žebříček WTA k 27. květnu 2013; číslo je součtem umístění obou členek páru.

### Jiné formy účasti
Následující páry obdržely divokou kartu do hlavní soutěže:
- Anne Keothavongová /  Johanna Kontaová
- Samantha Mooreová /  Melanie Southová

Následující pár do soutěže nastoupil z pozice náhradníka:
- Catalina Castañová /  Eleni Daniilidou

### Odstoupení
před zahájením turnaje
- Johanna Kontaová

v průběhu turnaje
- Heather Watsonová

## Přehled finále

### Ženská dvouhra
- Daniela Hantuchová vs.  Donna Vekićová, 7–6(7–5), 6–4

### Ženská čtyřhra
- Ashleigh Bartyová /  Casey Dellacquová vs.  Cara Blacková /  Marina Erakovicová, 7–5, 6–4